# Message pour l'éternité
Message pour l'éternité est la cinquième histoire de la série Yoko Tsuno de Roger Leloup. Elle est publiée pour la première fois du no 1882 au no 1905 du journal Spirou, puis en album en 1975.

## Résumé
L'action se déroule au Centre de télécommunication de Pleumeur-Bodou, au col du Susten, à l'aérodrome de Sandweil (lieu fictif à proximité de Lucerne), à l'usine de la « Swiss Aircraft Limited », dans un cratère dans les montagnes d'Afghanistan à proximité des frontières avec l'U.R.S.S. et la Chine.
Un mystérieux message radio, daté de plusieurs dizaines d'années, est régulièrement retransmis par un satellite et capté par les observatoires au sol. Il semblerait provenir d'un cratère situé en Afghanistan, zone interdite, et concerner un Handley Page H.P.42.
Yoko rencontre « Milord », représentant d'une compagnie ayant assuré un avion disparu le 17 novembre 1933. Milord engage Yoko afin qu'elle participe à une mission à la frontière afghano-russo-chinoise pour retrouver l'avion, qui contient en fait des documents des services secrets britanniques.
Yoko atterrit en planeur au fond du cratère et y rencontre John Smith, mécanicien ayant survécu pendant quarante ans, seul homme parmi des babouins qu'il a « éduqués ». Son planeur détruit, Yoko parvient à sortir du cratère à l'aide d'une montgolfière improvisée et persuade « Milord » de revenir récupérer l'avion.

## Personnages

Centre de télécommunication de Pleumeur-Bodou.

| Trio                                  | Alliés                                                | Adversaires        |
| ------------------------------------- | ----------------------------------------------------- | ------------------ |
| - Yoko Tsuno - Vic Vidéo - Pol Pitron | - Le Guérec - Berthier - Milord - Wilson - John Smith | - Stevens - Benson |

## Véhicules

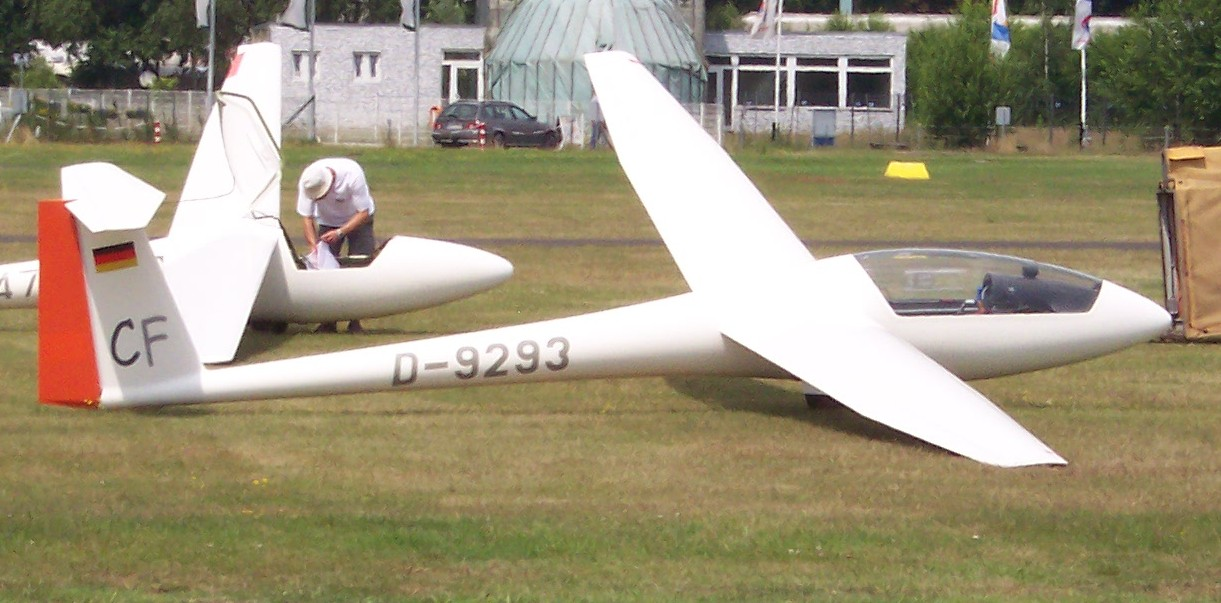
LS-1f, modèle très proche du planeur utilisé par Yoko au début de l'histoire.
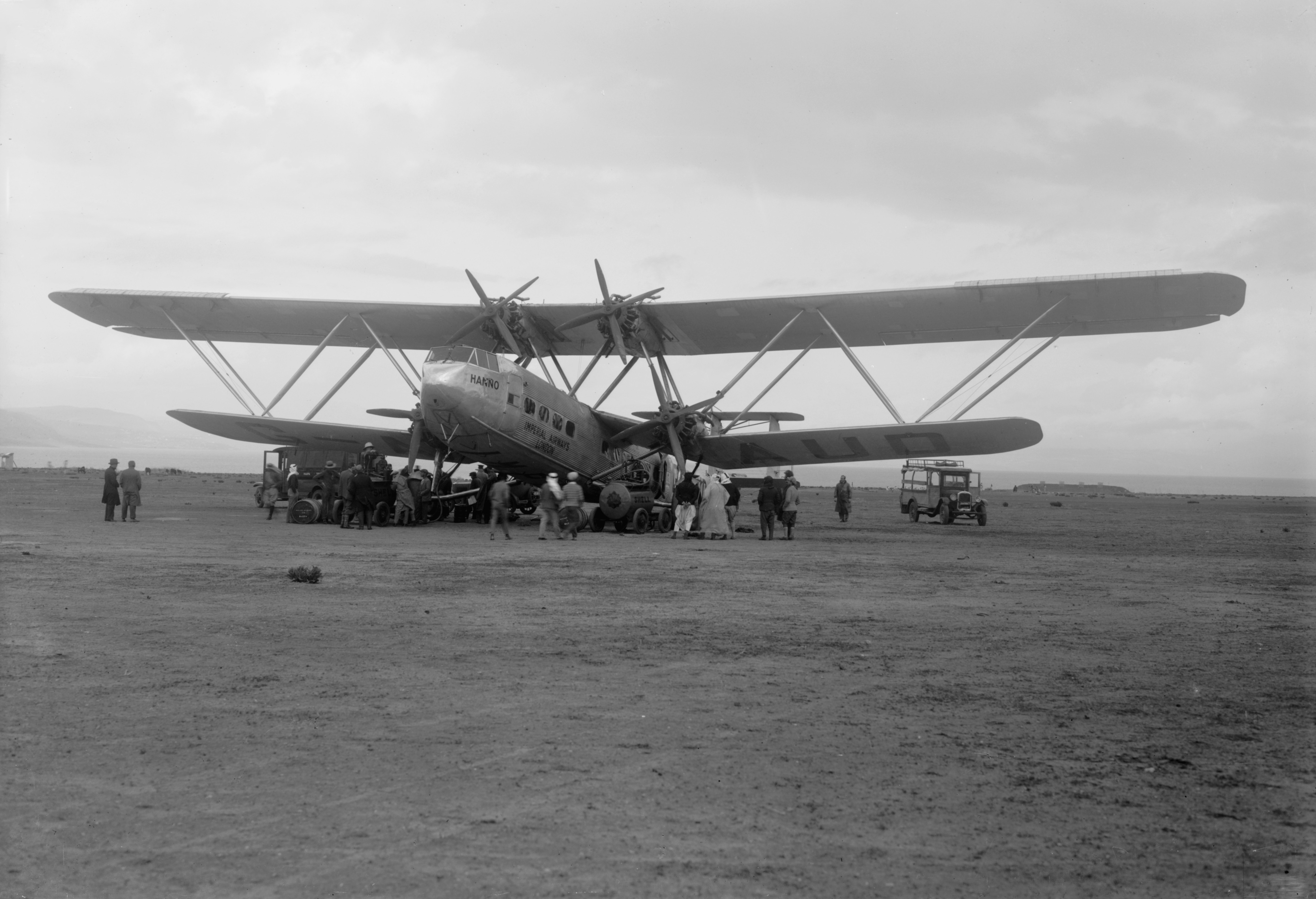
Un Handley Page H.P.45 « Horus ».
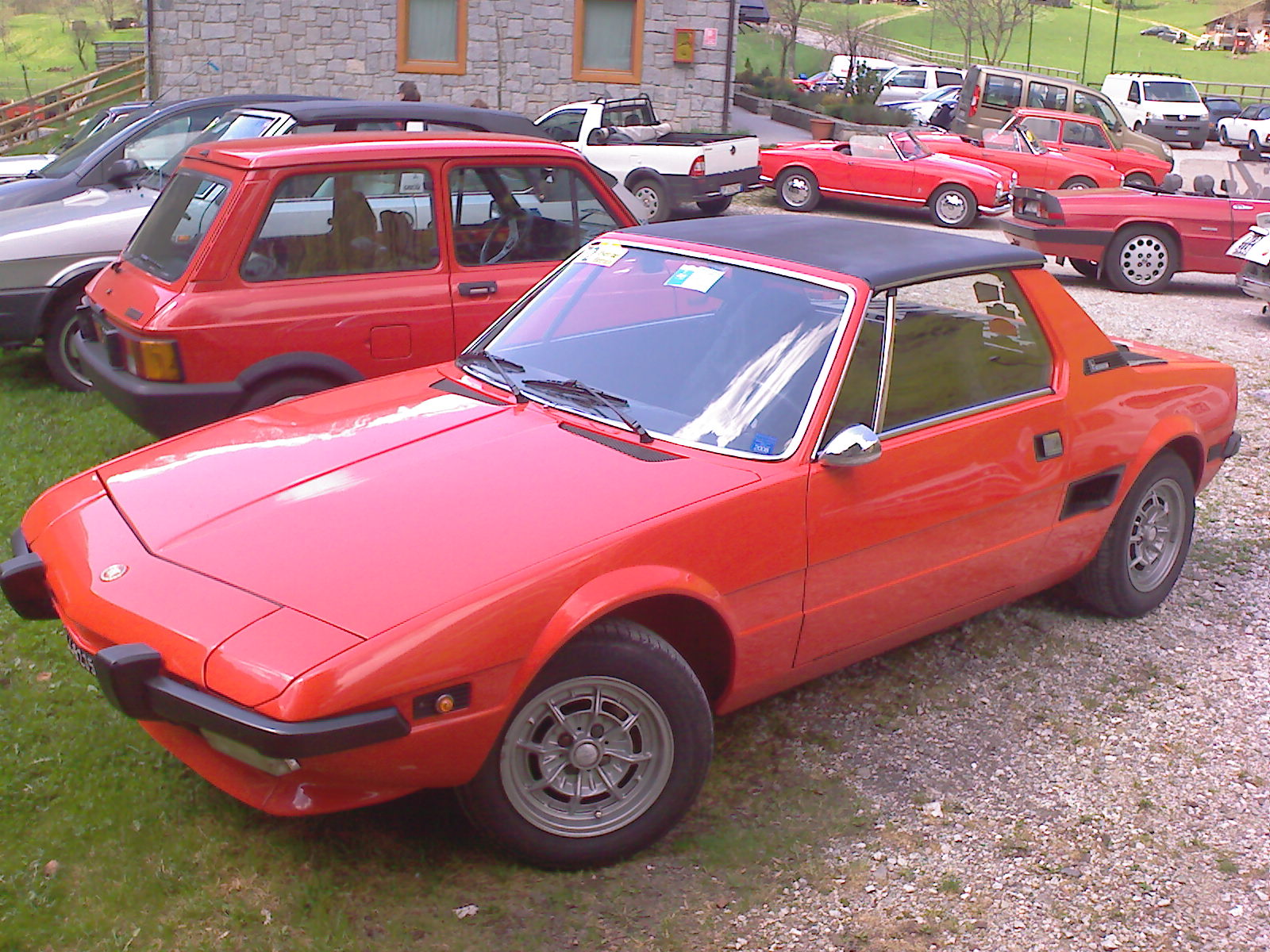
La Fiat X1/9 modèle 72 de Yoko immatriculée LU 42241 (canton de Lucerne).
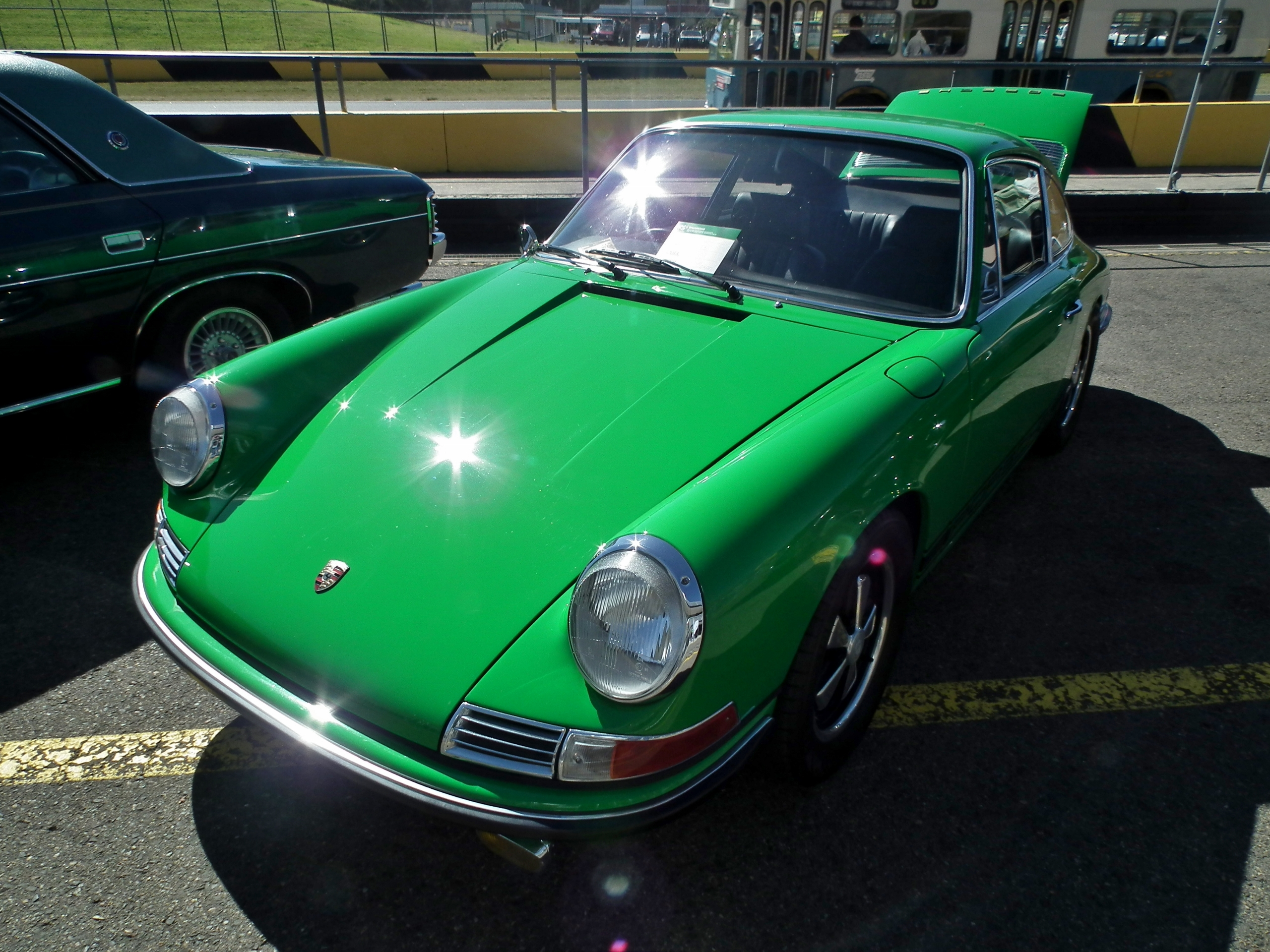
Une Porsche 911 S semblable à celle des bandits qui poursuivent Yoko et Vic.
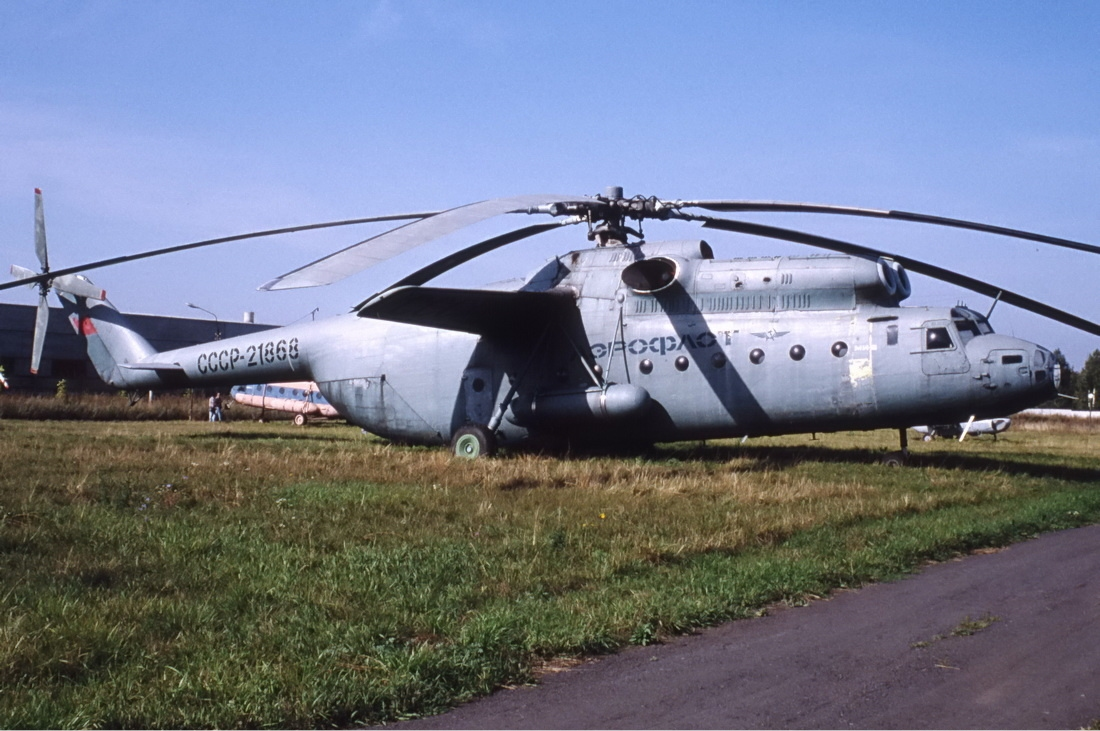
Un Mil Mi-6, un hélicoptère soviétique « Hook ».

## Historique
Les avions occupent une place centrale dans cette histoire, chose visible dès le début, avec le vol en planeur de l'héroïne. Souvent, le planeur constitue la base de l'initiation au pilotage, idéal pour se familiariser aux lois de l'aérologie. Celles-ci permettent à ces appareils de glisser silencieusement pendant des heures, d'ascendance en ascendance, afin de voler au plus loin et plus longtemps. Yoko suit un stage de vol à voile à bord d'un Rolladen-Schneider LS1, planeur de classe standard de 15 m d'envergure, fabriqué en fibre de verre. Un ami de Roger Leloup, champion de vol à voile, en possédait un exemplaire, qu'il lui a prêté, en plus de lui fournir les conseils nécessaires. L'appareil a servi de modèle pour celui que pilote la Japonaise. En vol, elle aperçoit le Centre de télécommunication par satellite de Pleumeur-Bodou. Son radôme (contraction de radar et dôme) gonflable abrite « La Grande Oreille », antenne écoutant les bruits de l'univers, dont certains arrivent parfois du passé de la Terre.

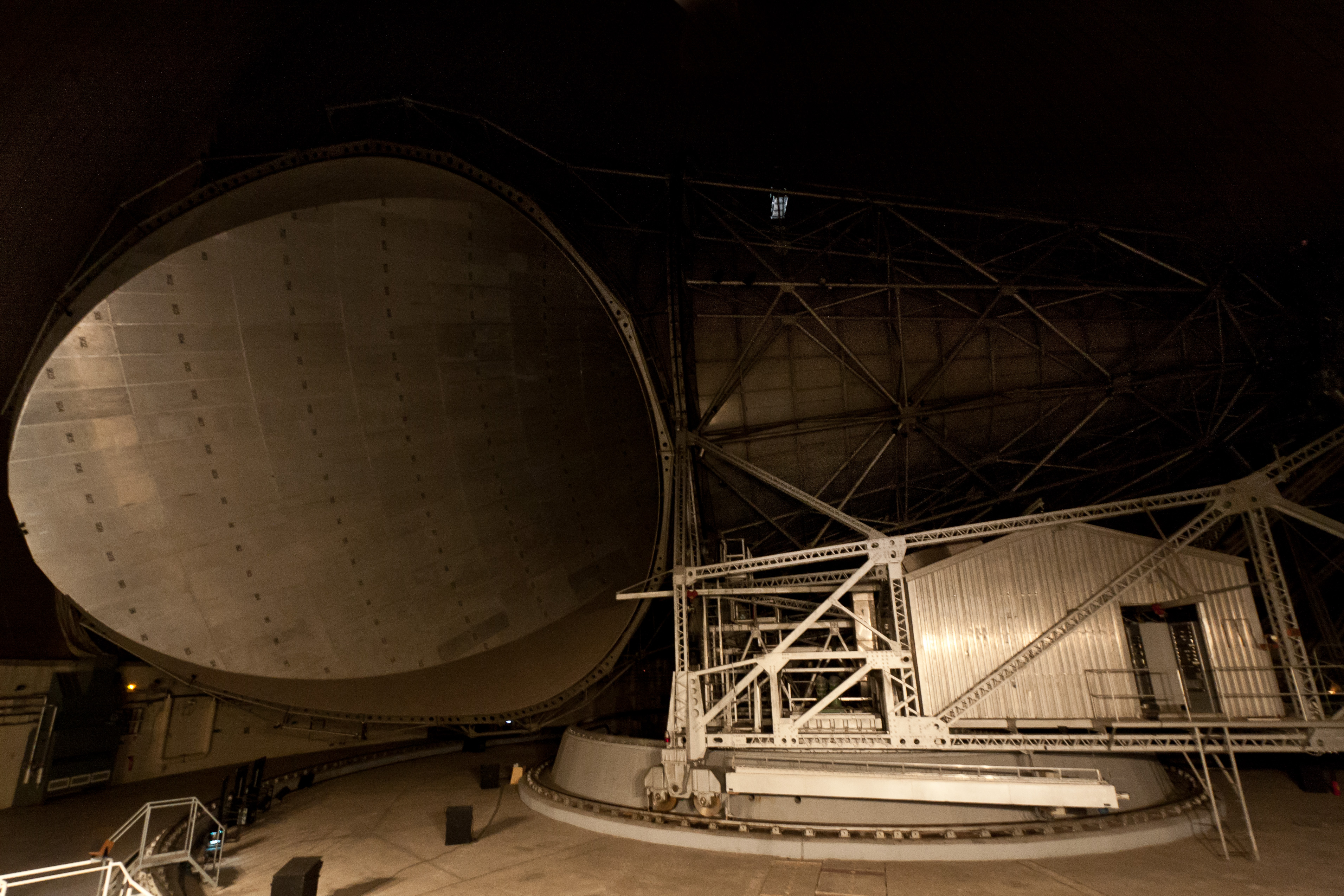
Antenne cornet PB1.

Un de ces bruits est un message fragmenté étrange, émis par un avion anglais disparu en 1933 entre Karachi (actuel Pakistan) et Le Caire (Égypte). Yoko impressionne par ses talents vélivoles un représentant des services secrets britanniques, surnommé "Milord", qui lui suggère la mission de retrouver cet avion disparu. Il s'agit d'un biplan Handley Page H.P.42 du type Héraclès. La machine et ce qu'elle transportait ne peuvent être accessibles que par la voie des airs ; cette mission insolite attire Yoko, qui entraîne dans son aventure ses amis Pol et Vic.
Pour dessiner l'appareil avec exactitude, Roger Leloup se base sur quantité de photos d'époques et se renseigne sur son histoire. En 1928, la société de transport britannique Imperial Airways confia au constructeur Handley Page l'étude d'un biplan quadrimoteur long courrier. Le vol du premier appareil eut lieu le 14 novembre 1930. Les deux années suivantes, huit exemplaires furent assemblés et livrés. La structure de l'appareil est intégralement métallique. Les cabines sont larges et décorées dans le style Orient-Express, loin du confort étriqué des premiers avions de ligne. L'avion est sûr, mais lent. Sa grande surface portante, grâce à ses deux ailes, lui permet des atterrissages courts et des décollages rapides. Un supplément de portance à basse vitesse est assurée par des becs à ouverture automatique sur l'aile supérieure. Grâce à leur fiabilité, ces appareils volèrent sans problème pendant une décennie.

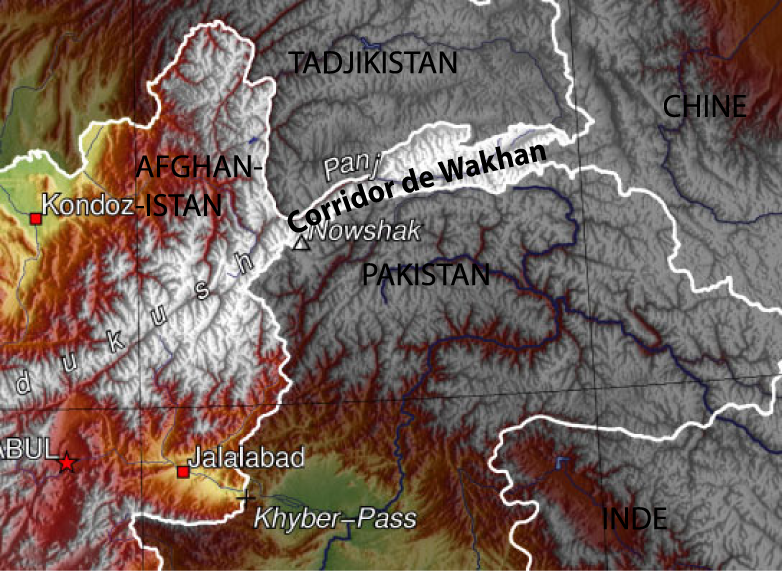
Carte montrant le corridor de Wakhan

Roger Leloup, fasciné par l'Handley Page H.P.42 qu'il a découvert grâce à ses documents et dont il ne reste plus aucun exemplaire (le dernier ayant été détruit en 1940), a décidé de lui "rendre vie" via la fiction. Il créa donc un neuvième appareil imaginaire, qu'il baptisa Horus, du nom du dieu égyptien. D'après Milord, il fut monté à la demande du ministère des Affaires étrangères et destiné au transport du personnel et du courrier diplomatique. En 1933, il quitta Karachi pour ramener à Londres d'importants documents des services secrets britanniques. Mais peu après le décollage, il subit un terrible orage et ne donna plus de nouvelle. Quarante ans plus tard, le satellite Intelsat IV de l'océan Indien captait son dernier message. Plus tard, un Lockheed U-2 capta un signal radio émis par l'épave de l'appareil disparu, dans un cratère situé près de la frontière entre la Chine, la Russie et l'Afghanistan (dans le corridor du Wakhan). Pour la trajectoire de l'avion, le bédéiste a tout calculé précisément. Logiquement, partant de Karachi vers le Caire, il ne pouvait rejoindre d'un trait l'est de l'Afghanistan, éloigné et à angle droit de sa route, son rayon d'action de 800 km l'obligeant à ravitailler. Mais il était pris dans un ouragan, où les vents soufflent à plus de 180 km/h vers le nord-est. Un avion ne se déplace pas en fonction du sol mais de la vitesse du vent rencontré. La vitesse de croisière de l'appareil est de 160 km/h et vole dans une masse d'air le poussant dans le dos. Les vitesses de vent s’additionnent. Par temps normal, l'avion franchit la distance de 800 km en cinq heures. Mais avec la tempête, il vola à 340 (160 + 180) km/h par rapport au sol, pendant cette même durée, avant d'être à sec. Ce qui donne 1 700 km, distance séparant Karachi du cratère. Le compte est donc bon. Surtout que l'avion, pour s'en tirer indemne en pleine tempête, a intérêt à filer vent dans le dos.
Afin de représenter l'hélicoptère SA341Gazelle, le bédéiste peut même compter sur des photos fournies par le constructeur lui-même. Concernant l'appareil à bord duquel Yoko se rend sur le lieu de sa mission, c'est une composition personnelle du bédéiste, inspirée de modèles existants. Ce planeur court est doté d'un parachute de freinage, d'aérofreins puissants et de fusées d'appoint pour un décollage de retour. Quant au jet l'acheminant jusqu'à son point de largage, il est basé sur les célèbres Lockheed U-2, avions espions américains de la guerre froide. Sa grande envergure permet une portance dans les couches raréfiées de l'atmosphère et ses prises d'air importantes une admission d'air suffisante. Portant le planeur accroché sous sa cabine, il possède un dispositif afin de le récupérer en vol. Cet ensemble harmonisé lui permet donc de fonctionner pour la mission qui lui est assignée.

## Publication

### Revues
Il a été prépublié dans le Spirou numéros 1882 à 1905, du 9 mai au 17 octobre 1974.

### Album
Cette histoire est publiée en album pour la première fois en 1975 chez Dupuis et connaitra diverses rééditions par la suite. En 2009, elle est intégrée au huitième volume de l'Intégrale Yoko Tsuno, Menaces pour la Terre,.